# 삿포로 증권거래소
삿포로 증권거래소(일본어: 金融商品会員制法人札幌証券取引所, Sapporo Securities Exchang)는 홋카이도 삿포로시 주오구 미나미1조니시5쵸메 14번 1호에 소재하는 일본의 금융 상품 거래소이다. 설립은 1949년이다.

## 개요
2016년 4월 1일 기준, 상장 회사 수는 56개이며, 그중 단독 상장 15 개사이다. 상장 기업은 현지 홋카이도의 기업이 중심이며, 매우 소규모이다.